# Air India-vlucht 171

Kaart van de afgelegde vluchtroute

Air India-vlucht 171 was een lijnvlucht van Sardar Vallabhbhai Patel International Airport naar London Gatwick Airport die op 12 juni 2025 werd uitgevoerd met een passagiersvliegtuig van het type Boeing 787-8 Dreamliner van Air India. Kort na het opstijgen verongelukte het toestel op een studentenresidentie van het BJ Medical College in de wijk Meghani Nagar van Ahmedabad, de voormalige hoofdstad van de Indiaase westelijke deelstaat Gujarat.

## Verloop
De Boeing 787-8 Dreamliner vertrok om 13.38 uur lokale tijd vanaf Ahmedabad Airport op weg naar Londen Gatwick. De ADS-B-transponder van het vliegtuig rapporteerde een barometrische hoogte van 625 voet, of 425 voet (130 m) hoogte boven plaatselijk grondniveau voordat de ontvangst verloren ging. Kort voordat het contact werd verbroken, zond de cockpitbemanning een noodoproep uit naar de luchtverkeersleiding.
Onder de dodelijke slachtoffers was Vijay Rupani, die van 2016 tot 2021 eerste minister van Gujarat was. In de studentenresidentie waarop het toestel was neergestort werden op de dag van de ramp achtentwintig lichamen geborgen.

Locatie van stoel 11A (de stoel waarop de enige overlevende van de ramp zat) en nooduitgangen in het voorste deel van de 787.

Een 40-jarige Brit genaamd Vishwashkumar Ramesh was de enige overlevende van de crash. Hij zat in stoel 11A, vlak bij een nooduitgang. Hij verklaarde dat het deel van het vliegtuig waar hij zat los kwam en tot stilstand kwam op het gelijkvloers van een gebouw. Na het losmaken van zijn gordel kon hij ontsnappen door een opening die ontstond toen de nooduitgang openging.
Het betrokken vliegtuig was een elf jaar oude Boeing 787, geregistreerd als VT-ANB met serienummer 36279. Het vliegtuig werd in 2005 besteld door Air India en werd in januari 2014 aan de luchtvaartmaatschappij geleverd. Het werd aangedreven door General Electric GEnx-1B67-motoren. Dit ongeval is het eerste volledig verlies van een 787 en de eerste fatale crash van de Boeing 787-8 Dreamliner.

## Onderzoek
Op 13 juni werd op de plek van de ramp de flightdatarecorder gevonden, twee dagen later ook de cockpitvoicerecorder.
Er is nog veel onduidelijk, maar uit een voorlopig rapport over de crash is gebleken dat beide brandstofschakelaars van de motoren korte tijd in de "cut-off" (uit)-stand hebben gestaan - een stand die de motoren uitschakelt - waarna ze weer in "run" (aan) werden gezet vlak voordat het vliegtuig neerstortte. Uit opnames van de cockpitgesprekken blijkt dat er verwarring is tussen de twee piloten: de een vraagt zijn collega waarom hij de 'cut-off' heeft gedaan - de andere piloot antwoordt dat hij dat niet heeft gedaan.
In 2018 vaardigde Boeing een onderhoudsbulletin uit, waarin werd aanbevolen de brandstofschakelaars te upgraden naar vergrendelde versies om onbedoeld omzetten van de schakelaars te voorkomen. Ook de FAA en General Electric, de motorenfabrikant, vaardigden een onderhoudsbulletin uit in verband met verlies van controle. Geen van de aanbevelingen werd geïmplementeerd door Air India.

## Nationaliteiten
De passagiers en bemanning aan boord hadden de volgende nationaliteiten:
| Nationaliteit       | Passagiers | Bemanning | Totaal |
| ------------------- | ---------- | --------- | ------ |
| India               | 169        | 12        | 181    |
| Verenigd Koninkrijk | 53         | 0         | 53     |
| Portugal            | 7          | 0         | 7      |
| Canada              | 1          | 0         | 1      |
| Totaal              | 230        | 12        | 242    |

## Afbeeldingen
- Beelden van het opstijgen en neerstorten

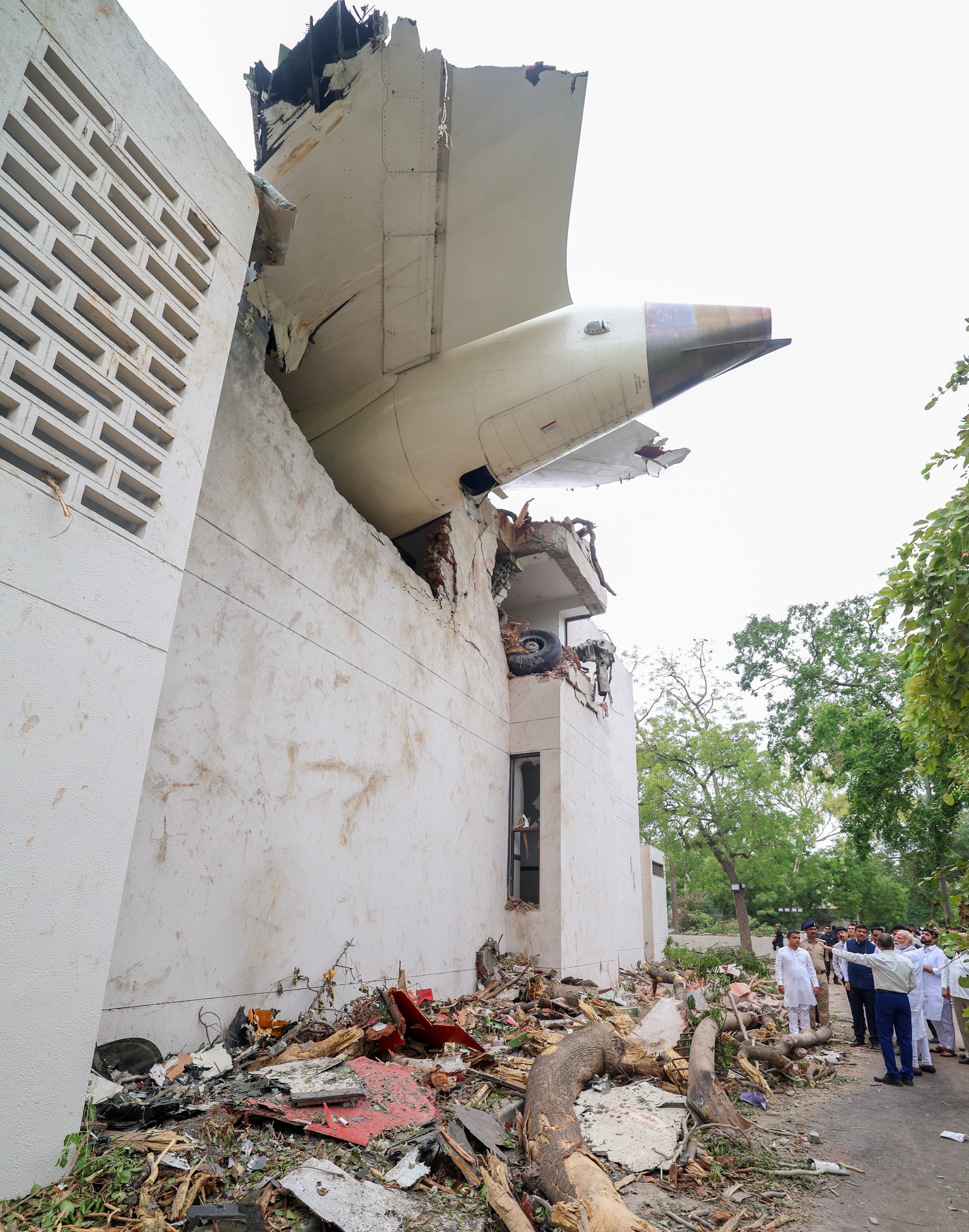
Afgebroken staart van het vliegtuig in een gebouw.
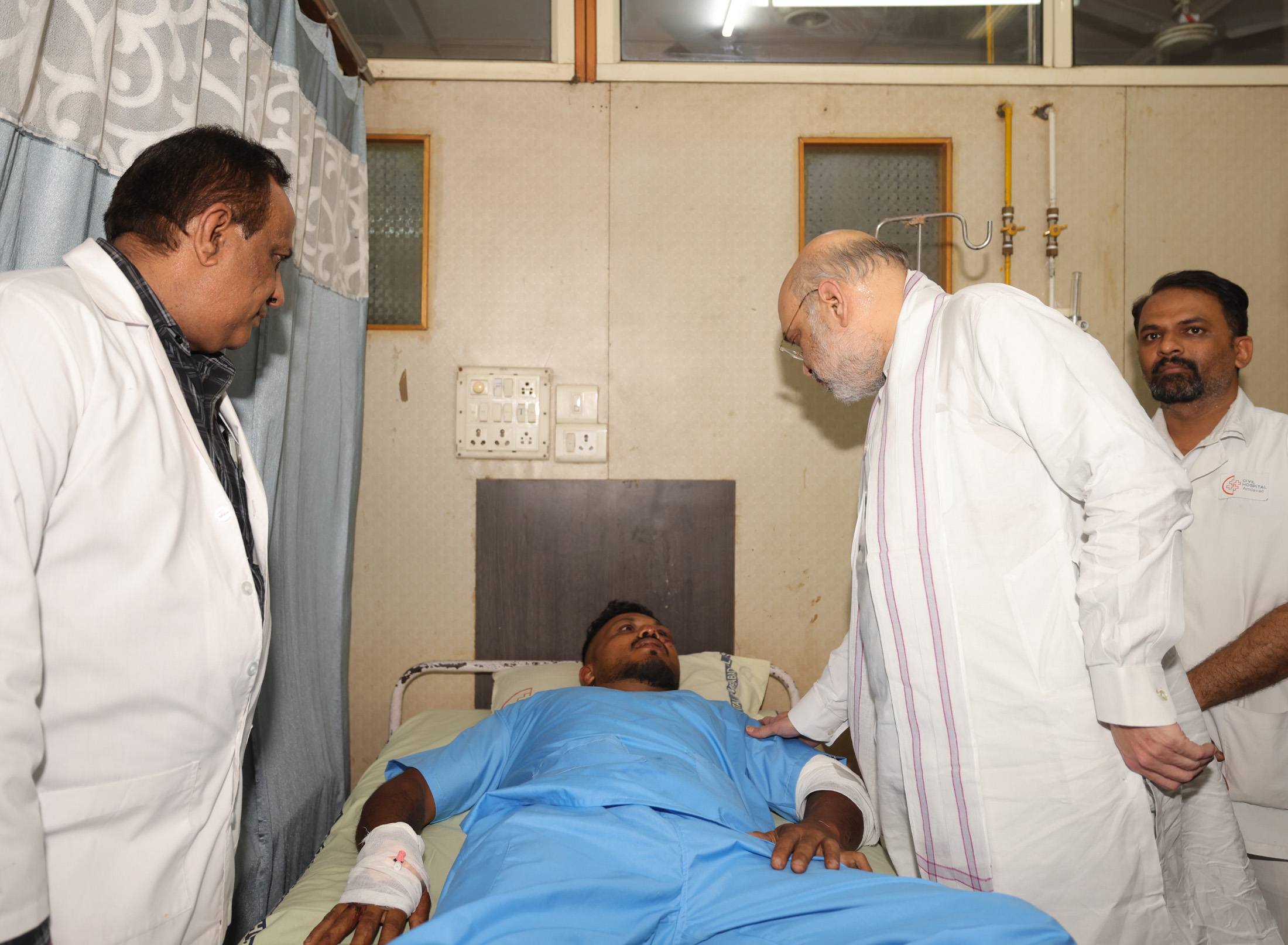
De minister van Binnenlandse Zaken bezoekt de enige overlevende van de vliegramp.
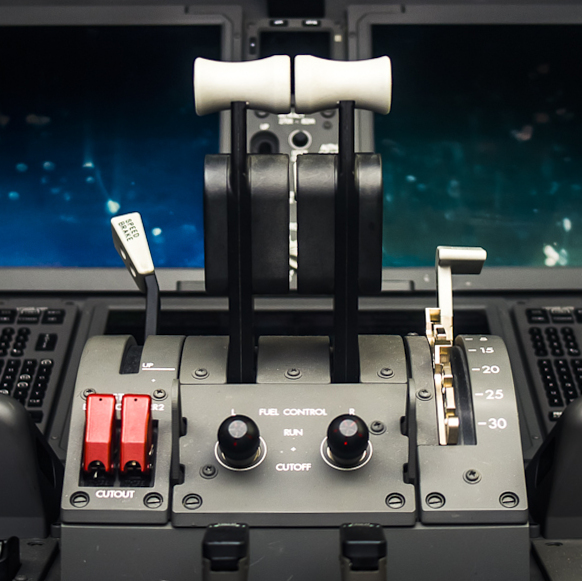
Het betreffende paneel van een Boeing 787-8, De twee fuel control switches hebben een label: "RUN" (naar boven) en "CUTOFF" (naar beneden)